# Основно училище „Васил Априлов“ (Исперих)
Основно училище „Васил Априлов“ е основно училище в Исперих, с адрес: ул. „Васил Левски“ № 78. Има една учебна смяна – сутрин.
През 2010 година ученици от училището печелят за осми път областното състезание „Млад огнеборец“.